# 黃炳均
黃炳均（1953年1月21日—），香港商人，從事水泥生意，上市公司昌興國際（港交所編號：803）主席。他於2010年因夥拍其遠房親戚、中國大陸商人王征購得亞洲電視52%股權而知名，是亞洲電視的大股東。
2014年起，王征宣布拒絕再為亞視注資，而黃炳均亦改由以其旗下公司之名以「借貸」方式向亞視員工出薪金，並要求立借據。這樣變相令員工一離職便欠債，被受外界批評。
2015年3月31日，王征與黃炳均單方面向傳媒宣布已將股權出售予香港電視主席王維基，對方不但否認，行政會議亦已於翌日（4月1日）宣布不向亞視續牌。其後記者向黃炳均詢問股權事宜，他亦迴避問題。